# Серибу
Сери́бу (индон. Kepulauan Seribu — «тысяча островов») — архипелаг в Яванском море в составе Индонезии у северного побережья Явы напротив столицы страны Джакарты. В административном плане входит в состав Особого столичного округа на правах административного округа.
Состоит из 105 островов, протянувшихся на 45 км с юга на север. Географическое положение — 5°24'—5°45' широты и 106°25'—106°40' восточной долготы, общая территория 11,81 км².
По состоянию на 2020 год постоянное население имеется только на 11 островах, его общая численность составляет 29 230 человек. Многие острова используются для отдыха горожан, на них расположены объекты гостинично-ресторанной инфраструктуры. Несколько островов находятся в частной собственности.

## Наиболее крупные острова

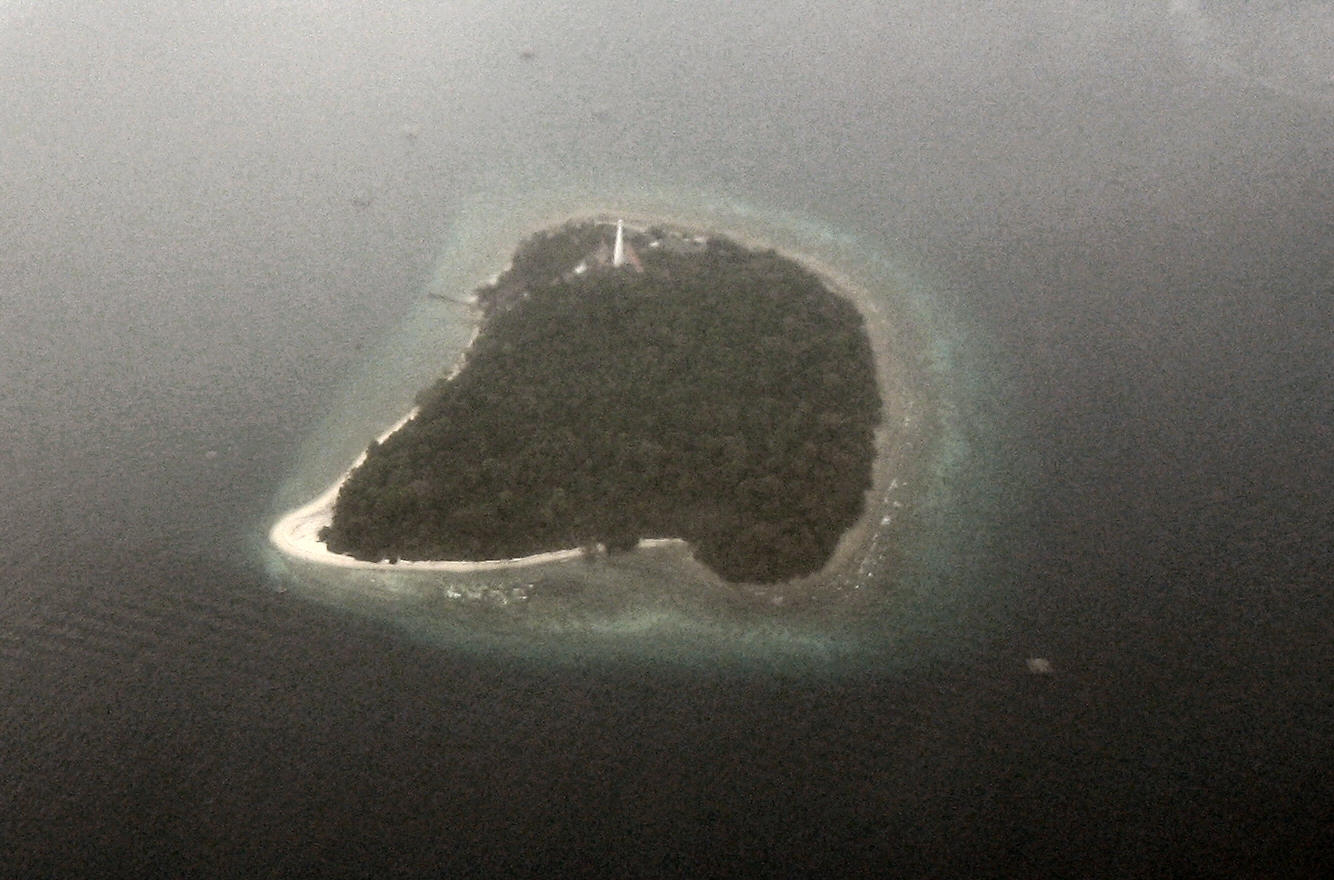
Один из островов архипелага

- Остров Кахянган
- Остров Пабелокан
- Остров Бидадари
- Остров Онруст
- Остров Эдам
- Остров Келор
- Остров Рамбут
- Остров Айер
- Остров Путри
- Остров Матахари
- Остров Сепа
- Остров Западная Пантара
- Остров Восточная Пантара
- Остров Бира-Бесар
- Остров Коток
- Остров Пеланги
- Остров Папа-Тео
- Остров Лаки
- Остров Памагаран
- Остров Сабира
- Остров Сакту-дан
- Остров Пенике
- Остров Пеники
- Остров Матахари
- Остров Госонлага
- Остров Келапа
- Остров Харапан
- Остров Утнун-Ява
- Остров Тидун
- Остров Пари
- Остров Панганг